# ふわり!
『ふわり!』とは元町夏央による日本の航空漫画作品である。『月刊!スピリッツ』（小学館）において2010年1月号より同年10月号にかけて連載。「社会人的文科系&体育会系ネバーエンディング青春群像劇」がキャッチコピー。

## あらすじ
星野大は大手電機メーカーに勤務するシステムエンジニア。過去の複雑な事情からか夢や情熱を持つことに強い嫌悪感を抱き、日々淡々と仕事をこなしていた。そんなある日、ひょんなことから出向先の航空機器メーカーで秘書課のOL、篠田と出会う。篠田は琵琶湖で開催される鳥人間コンテストを目指し人力飛行機（人力プロペラ機）を制作する社会人チーム「チームフリッパー」の一員だった。当初、大は人力飛行機制作を「遊び」と見下していたがその後の出来事やパイロットである葵との出会いを通じて少しずつ人力飛行機に惹かれていく。

## 登場人物
星野大（ほしの だい）
この作品の主人公。大手電機メーカー「丸菱システム」に勤務するシステムエンジニア。出向先である吉野重工で人力飛行機と運命的な出会いをする。実家は町工場だが現在は休業中のため、事実上一家を支えている。
葵（あおい）
吉野の姪でチームフリッパーの女子高生パイロット。ツナギ姿でいることが多く、人力飛行機について専門的な知識を持っている。
吉野（よしの）
吉野重工の社長。少年のような心を持った人物で、チームフリッパーをリーダーとして率いる。社長という立場を利用して、社内でチームが活動できるよう色々と融通を利かせている。葵の叔父にあたる。
篠田（しのだ）
吉野重工秘書課に勤務する典型的なギャル系OL。人力飛行機の理論的な側面は理解していないが、機体制作は熱心に行う。吉野からは「シノ」と呼ばれ、可愛がられている。

## 団体・組織

### 企業・学校
吉野重工（よしのじゅうこう）
航空機器メーカー。社長の意向により羽田空港近く（東京都大田区羽田あたりと推測される）に位置し、社内からは羽田の全滑走路が見渡せる。
星野精密機械（ほしのせいみつきかい）
千代田区にある典型的な町工場。現在は休業中だが、かつては航空機の部品を製造していた模様。

### チーム
チームフリッパー
吉野重工内にある社会人鳥人間チームだが、外部の人間も参加可能。チームリーダーでもある吉野の計らいにより会社の敷地内にある旧倉庫で人力飛行機を製作・格納していたが、台風の影響で全壊した。制作している機体は前プロペラで高翼の典型的な「ダイダロス型」といわれるタイプ。葵はこの機体に「アデリー」という名前を付け、呼んでいる。

## 単行本
- 元町夏央『ふわり!』 小学館〈ビッグコミックス〉、全2巻
  1. （2010年6月30日発売）ISBN 9784091832702
  2. （2010年11月30日発売）ISBN 9784091835185